# 避暑地の出来事
『避暑地の出来事』（ひしょちのできごと、A Summer Place）は、1959年のアメリカ映画。スローン・ウィルソンによる同名小説を映画化した青春映画。ワーナー・ブラザース製作。131分。
マックス・スタイナー作曲のテーマ音楽をパーシー・フェイスがカバーし発売された「夏の日の恋（Theme from A Summer Place）」が、全米9週間連続1位という、映画音楽、およびインストゥルメンタル曲でも稀にみる大ヒットを記録した。

## あらすじ
落ちぶれた名門ハンター家をかつて雇われていたケンという男が妻子を連れて訪れた。ケンの娘モリーとハンター家の長男ジョニーはすぐに親しくなり、やがて真剣に愛し合うようになる。しかし、かつて恋仲であったケンと、ハンター家の主人バートの妻、シルヴィアの2人も再び恋愛関係に陥り、不倫を憤慨した大人たちのためにモリーとジョニーは強引に引き離されてしまう。初めは手紙をやりとりしていただけだった2人だが、秘かな密会、親同士の結婚、駆け落ちの失敗などを経て最後は親の承認を得て結婚する。

## スタッフ
- 監督・製作・脚本：Delmer Daves デルマー・デイヴィス
- 原作：Sloan Wilson スローン・ウィルソン
- 撮影：Harry Stradling ハリー・ストラドリング
- 音楽：Max Steiner マックス・スタイナー
- 編集：Owen Marks オーウェン・マークス

## キャスト
※括弧内は日本語吹替（初回放送1968年9月1日『日曜洋画劇場』） 
- ケン・ジョーゲンソン - リチャード・イーガン（外山高士）
- シルヴィア・ハンター - ドロシー・マクガイア（本山可久子）
- ジョニー・ハンター - トロイ・ドナヒュー（野沢那智）
- モリー・ジョーゲンソン - サンドラ・ディー（上田みゆき）
- バート・ハンター - アーサー・ケネディ（和田文夫）